# هرمان نوبر
هرمان نوبر (انگلیسی: Hermann Nuber؛ زادهٔ ۱۰ اکتبر ۱۹۳۵) بازیکن فوتبال اهل آلمان است.
از باشگاه‌هایی که در آن بازی کرده‌است می‌توان به باشگاه فوتبال کیکرز اوفنباخ اشاره کرد.